# Lookout Dome
Lookout Dome är en bergstopp i Antarktis. Den ligger i Östantarktis. Australien gör anspråk på området. Toppen på Lookout Dome är 2 472 meter över havet.
Terrängen runt Lookout Dome är huvudsakligen kuperad. Trakten är obefolkad. Det finns inga samhällen i närheten.